# Зайцев, Михаил Митрофанович
 Михаи́л Митрофа́нович За́йцев  (23 ноября 1923 — 22 января 2009) — советский военачальник, генерал армии (1980), участник Великой Отечественной войны. Герой Советского Союза (1983).
С 1981 по 1989 год — член ЦК КПСС. Депутат Совета Национальностей Верховного Совета СССР 10-го созыва от Белорусской ССР и 11-го созыва от Башкирской АССР (1979—1989).

## Биография
Родился в семье крестьянина в деревне Заводской Хутор Чернского уезда Тульской губернии (ныне в Чернском районе Тульской области), русский. Окончил среднюю школу. Отец, Митрофан Никитович, был сельским активистом, активно участвовал в организации колхоза «Путь Ильича» в своей деревне, с 1925 по 1930 годы работал председателем Заводско-Хуторского сельского совета, затем председателем Троицко-Бачуринского сельпо. Заочно получил юридическое образование, работал народным судьёй Чернского района.
Жена — Маргарита Ивановна Зайцева (скончалась в 2011 году). Дочери — Елена и Галина, два внука.

### Великая Отечественная война
В 1941 году ушёл добровольцем в Красную Армию. В начале Великой Отечественной войны был направлен на курсы спецсвязи, после их окончания с мая 1942 года находился в действующей армии. Занимал должности помощника и старшего помощника начальника штаба 113-й танковой бригады 7-го гвардейского танкового корпуса, 6-го гвардейского танкового корпуса 3-й гвардейской танковой армии по спецсвязи.
Воевал на Западном (с 20.06.1942), Воронежском (с 11.01.1943), Брянском, Центральном и 1-м Украинском фронтах. Принимал участие во многих крупнейших операциях войны, в том числе в Среднедонской операции, в Курской битве, в Киевской наступательной, Висло-Одерской, Берлинской, Пражской операциях.
Неоднократно проявил себя в боях как мужественный и смелый офицер. В одном из боёв, согласно наградным листам, лично уничтожил около 50, в другом — не менее 100 солдат и офицеров противника. За три года пребывания на фронте награждён шестью боевыми наградами — медалью «За отвагу», орденами Красной Звезды, Красного Знамени, Отечественной войны 1-й степени и двумя орденами Отечественной войны 2-й степени. Был дважды ранен.

### Послевоенное время
После войны с 1945 года служил начальником отделения штаба воздушно-десантной дивизии, затем на такой же должности в танковой дивизии. С 1959 года был начальником штаба и заместителем командира танковой дивизии. Окончил курсы усовершенствования офицерского состава в 1947 году, Военную академию бронетанковых войск имени И. В. Сталина в 1955 году, Военную академию Генерального штаба Вооружённых сил СССР в 1965 году.

### На высших командных должностях
С августа 1965 года командовал 17-й танковой дивизией, с января 1967 года — командир 120-й гвардейской мотострелковой Рогачёвской Краснознамённой орденов Суворова и Кутузова дивизии в Белорусском военном округе. С ноября 1968 года был начальником штаба 7-й танковой армии, а с декабря 1969 года — командующим 5-й гвардейской танковой армии.
Кристалл с сияющими гранями

Ума, души, отваги боевой,

Добра и чести, с главным званием -

Герой-танкист, солдат двух войн.

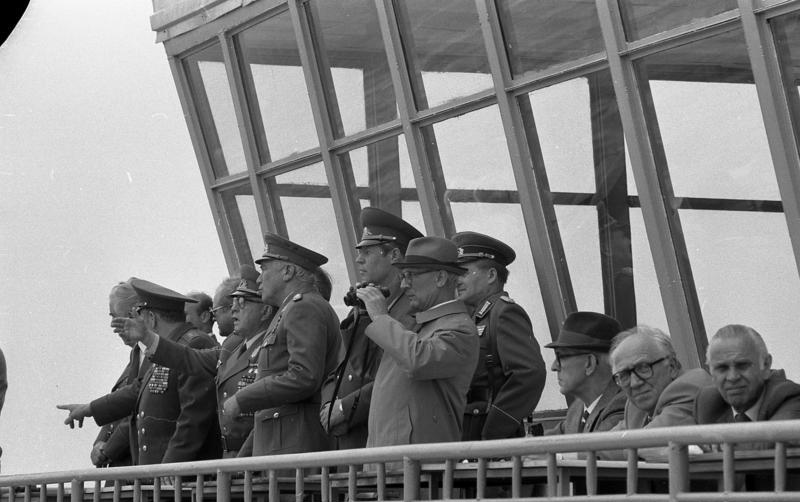
Военные учения в Магдебурге. Главком ГСВГ генерал армии Зайцев М. М. и Генеральный секретарь СЕПГ Э.Хонеккер.

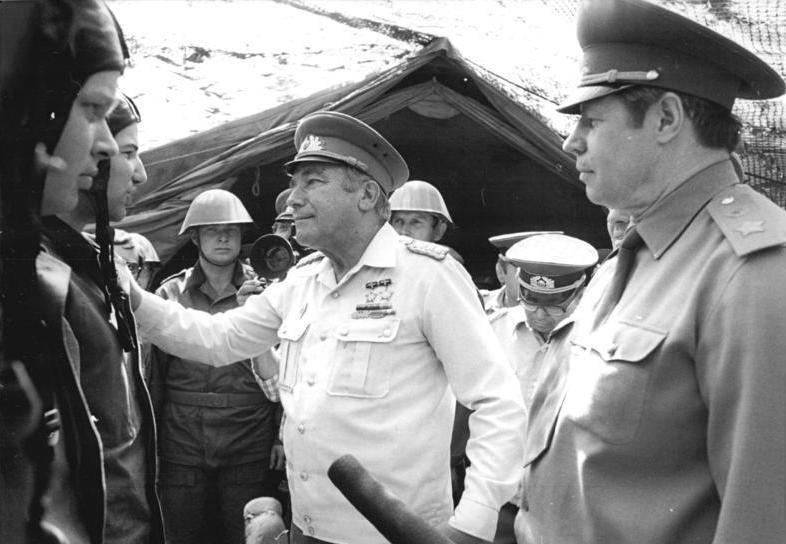
Справа Главком ГСВГ генерал армии Зайцев М. М., в центре министр национальной обороны ГДР генерал армии Х. Гофман.

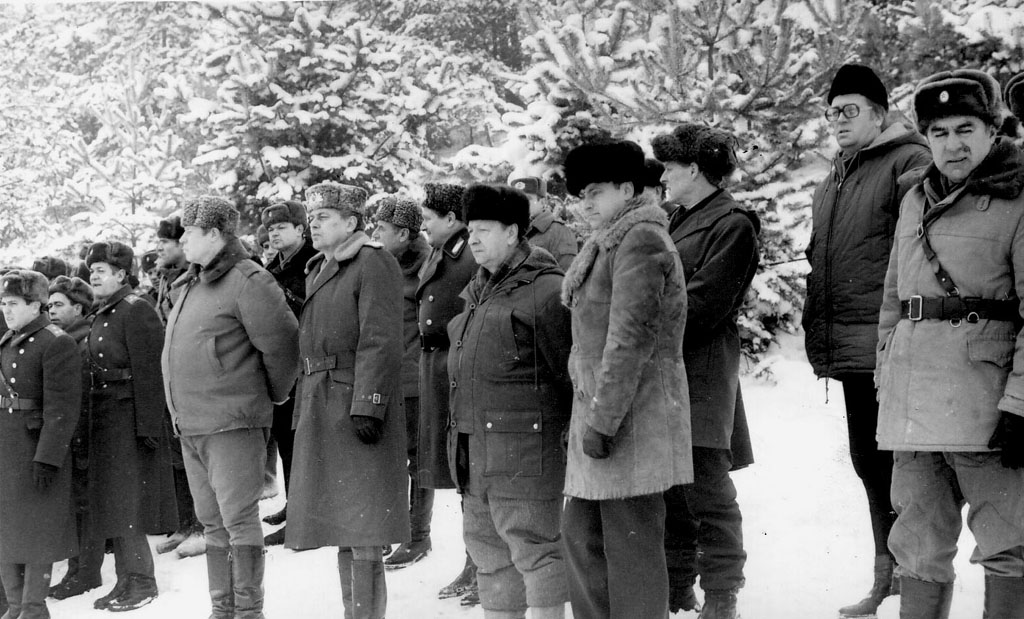
Главком ГСВГ генерал армии Зайцев М. М. (1-й слева на переднем плане) в 39-й гв. мсд на учениях по горной подготовке, 1985 г.

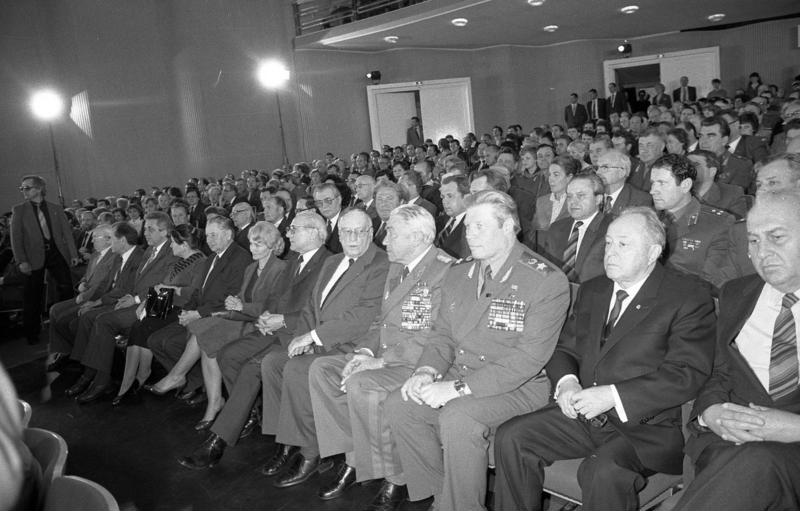
Главком ГСВГ генерал армии Зайцев М. М. с руководством ГДР, Берлин, кинотеатр «Kosmos», 5 мая 1982 г.

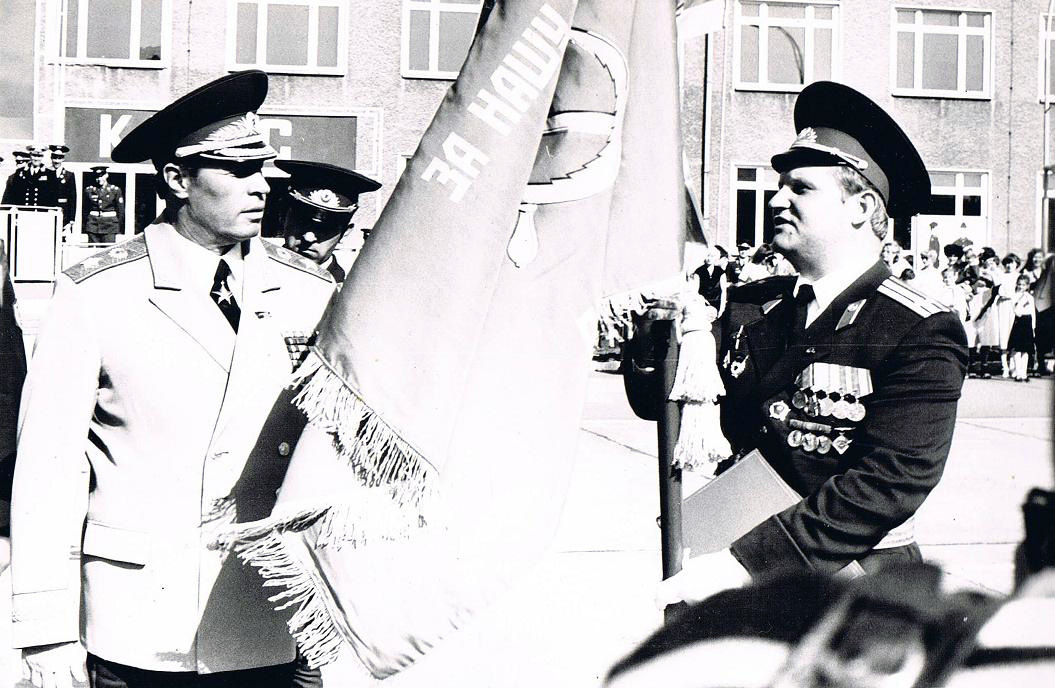
Главком ГСВГ генерал армии Зайцев М. М. вручает комбригу подполковнику Дорофееву А. А. Боевое Знамя 6-й гв. омсбр.Берлин — Карлхорст 1982.

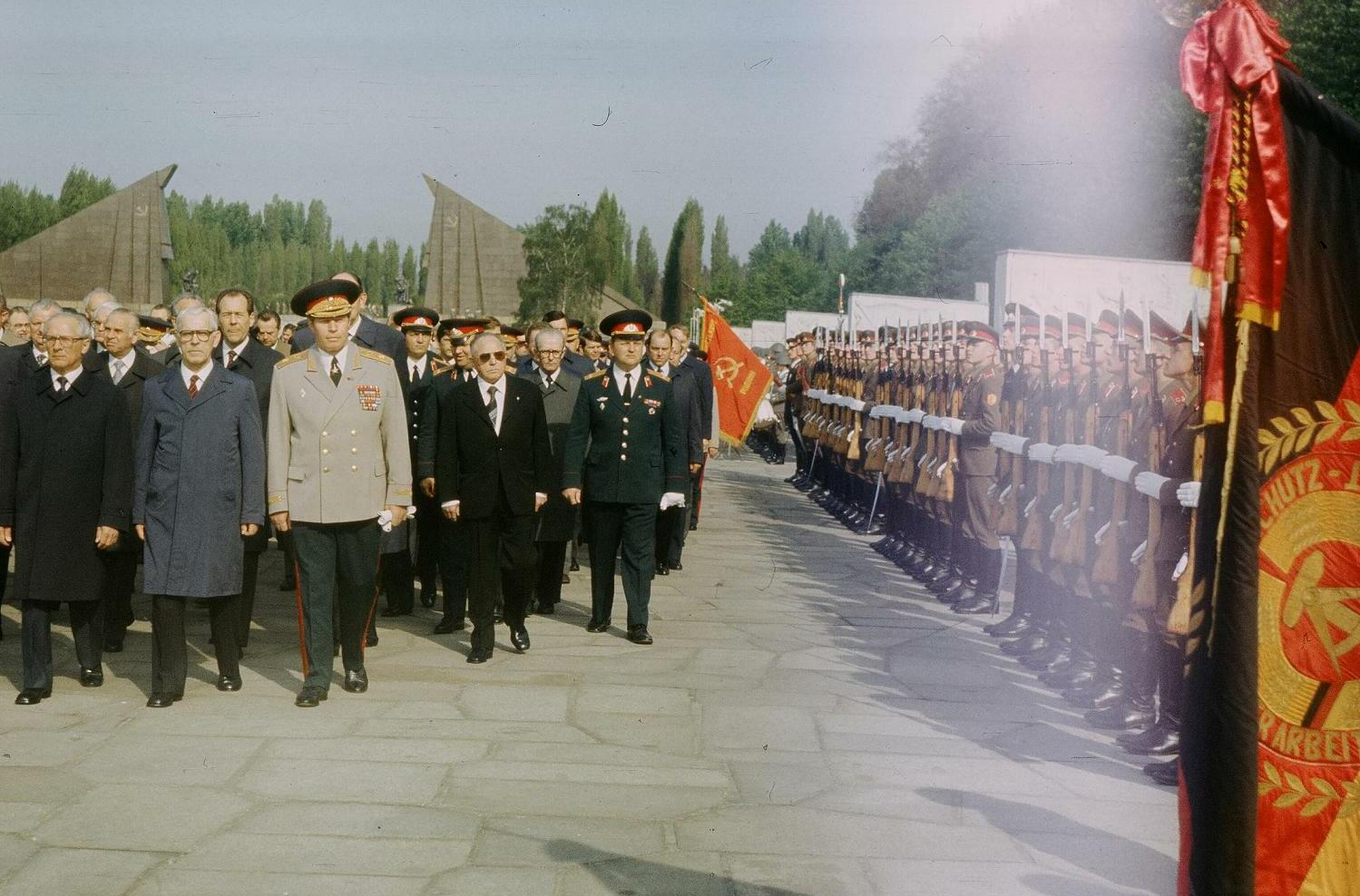
Главком ГСВГ генерал армии Зайцев М. М. на возложении венков в Трептов-парке. Берлин, 1982 г.

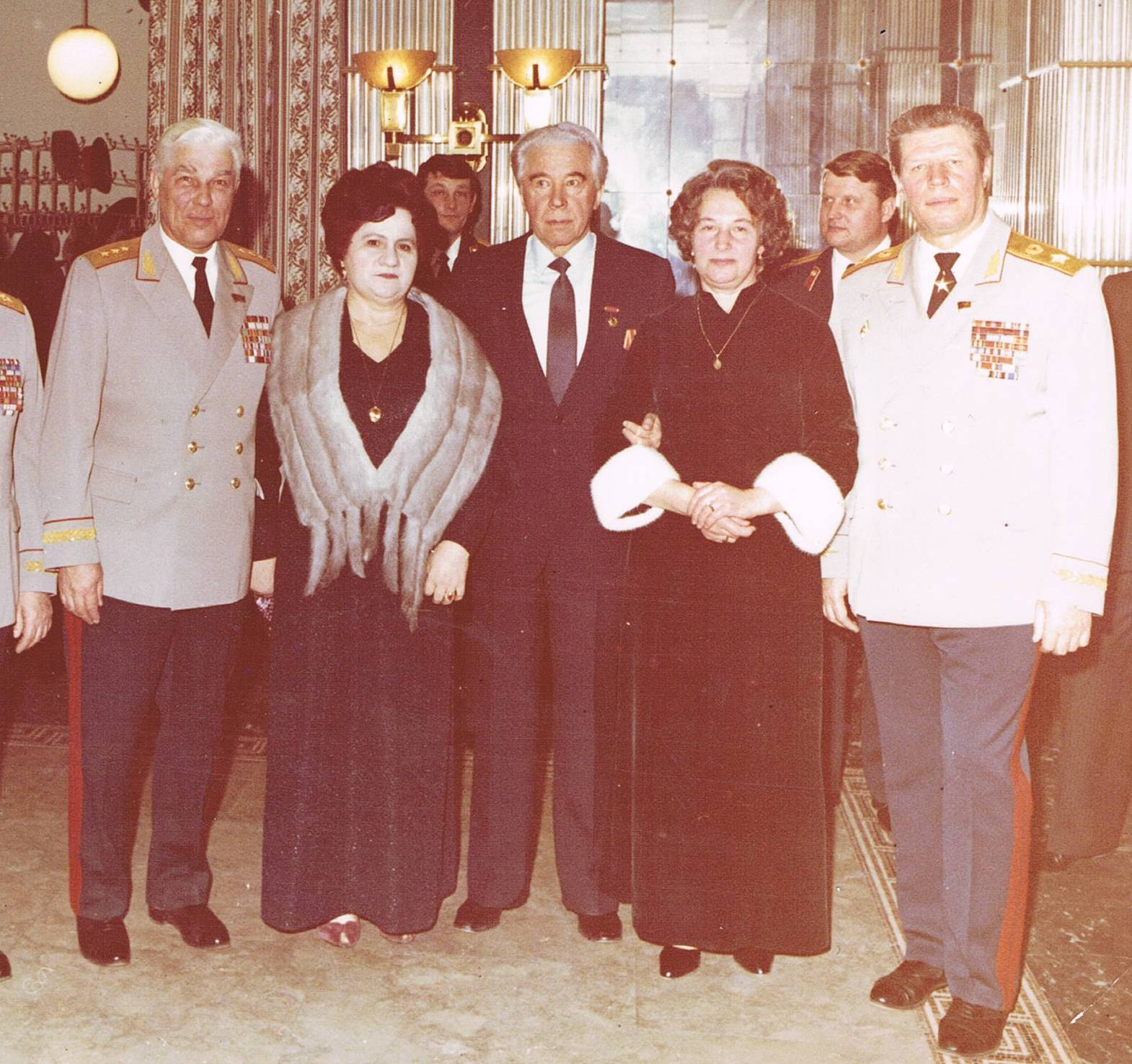
Член ВС ГСВГ Губин И. А. с супругой Посол СССР в ГДР Абрасимов П. А., Зайцева М. И. и Главком Зайцев М. М. Берлин, 1981 год.

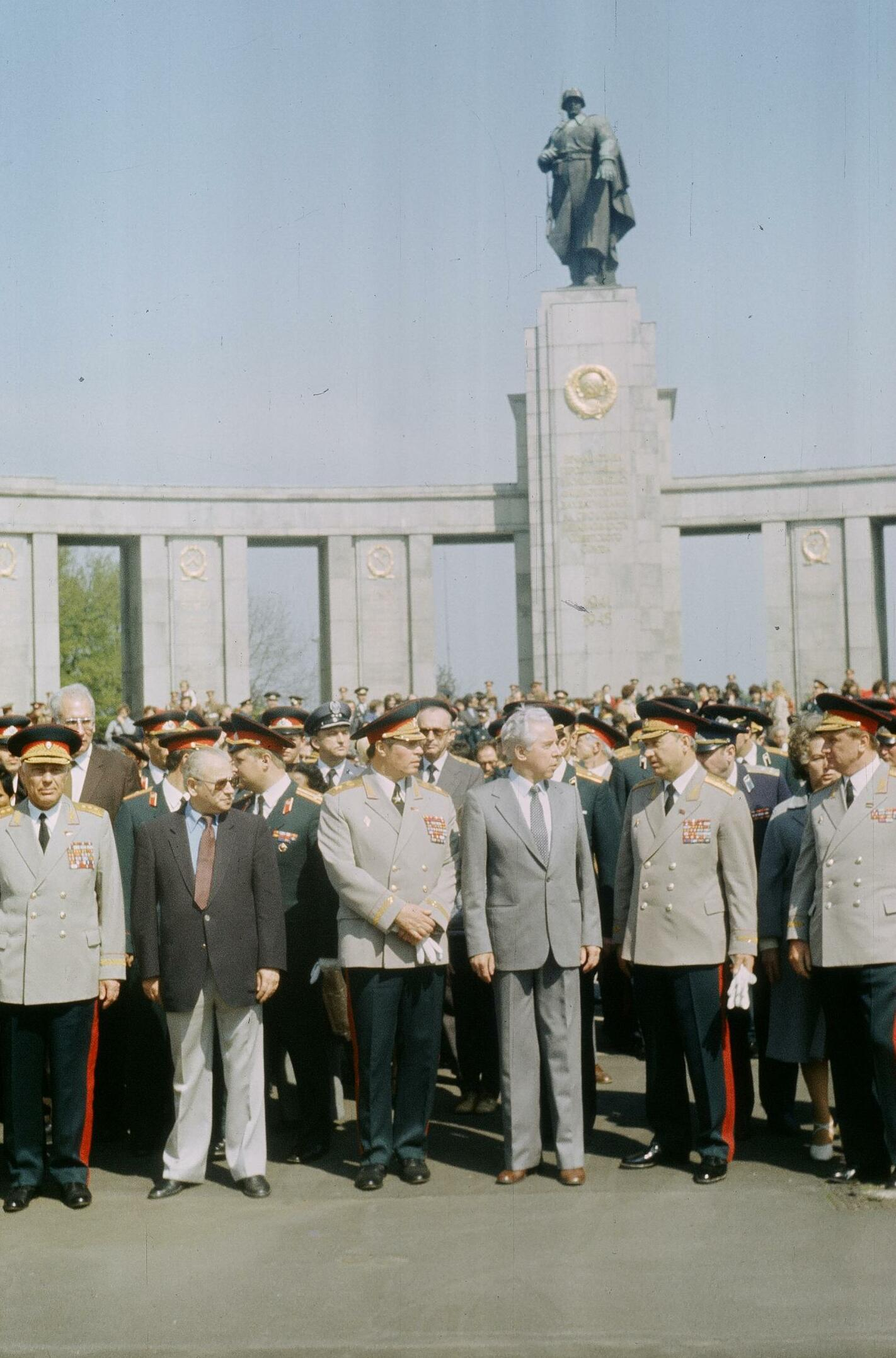
Зайцев М. М. у памятника павшим Советским воинам в Западном Берлине (Тиргартен) 8 мая 1982 года.

Памятник на могиле Зайцева М. М. на Троекуровском кладбище.

С августа 1972 года — первый заместитель командующего, а с мая 1976 года — командующий войсками Белорусского военного округа. Воинское звание генерал армии присвоено указом Президиума Верховного Совета СССР от 4 ноября 1980 года. С 25 ноября 1980 года по июль 1985 года — главнокомандующий Группой советских войск в Германии.
Указом Президиума Верховного Совета СССР от 22 ноября 1983 генералу армии Зайцеву Михаилу Митрофановичу присвоено звание Героя Советского Союза с вручением ордена Ленина и медали «Золотая Звезда» «за большой вклад в повышение боевой готовности войск, умелое руководство ими, личное мужество и отвагу, проявленные в годы Великой Отечественной войны, и в связи с 60-летием».
С 6 июля 1985 года по 1989 год — Главнокомандующий войсками Южного направления. Южное направление объединяло Северо-Кавказский, Закавказский и Туркестанский военные округа, а также Каспийскую флотилию. В зону ответственности командования входили советские войска в Афганистане. По воспоминаниям командиров, генерал армии М. М. Зайцев часто бывал в 40-й армии, находившейся в Афганистане, и нередко лично руководил проведением боевых операций.
С 4 января 1989 года — в Группе генеральных инспекторов Министерства обороны СССР.

### В отставке
С января 1992 года — в отставке. Жил в Москве. На протяжении нескольких лет являлся членом правления Российского Комитета ветеранов войны и воинской службы
Благодаря стараниям генерала армии М. М. Зайцева на его родине, в поселке Чернь в 1997 году был установлен памятник-танк частям 3-й гвардейской танковой армии, формировавшейся на территории Чернского района.
Умер 22 января 2009 года. Похоронен на Троекуровском кладбище (участок 7В).

## Высшие воинские звания
- генерал-майор танковых войск (23.02.1967);
- генерал-лейтенант танковых войск (29.04.1970);
- генерал-полковник танковых войск (28.10.1976);
- генерал армии (04.11.1980).

## Награды
- Звезда Героя Советского Союза (22.11.1983, № 10753);
- два ордена Ленина (1978, 22.11.1983);
- орден Октябрьской революции;
- два ордена Красного Знамени (13.08.1944[6], 1968);
- два ордена Отечественной войны 1-й степени (13.05.1945[7], 11.03.1985);
- два ордена Отечественной войны 2-й степени (17.08.1943, 23.03.1945)[8];
- два ордена Красной звезды (26.03.1943[9], 1956);
- медаль «За отвагу» (27.01.1943)[2];
- медаль «За боевые заслуги» (1951);
- медаль «За взятие Берлина» (1945);
- медаль «За освобождение Праги» (1945);
- медаль «Ветеран Вооружённых Сил СССР» (1984);
- Медаль «За укрепление боевого содружества» (1980);
- юбилейные медали СССР;
- медали РФ.

Иностранные ордена и медали
- [[Орден «За заслуги перед Отечеством» (ГДР);
- Орден Шарнхорста (ГДР);
- Военный орден «За заслуги перед народом и Отечеством» 1-степени (ГДР, 1985);
- Офицерский крест ордена Возрождения Польши (ПНР, 6.10.1973);
- Медаль «30 лет Болгарской народной армии» (Болгария, 14.09.1974);
- Медаль «40 лет Социалистической Болгарии» (Болгария, 22.01.1985);
- Медаль «40 лет Победы над гитлеровским фашизмом» (Болгария, 16.05.1985);
- Медаль «За укрепление дружбы по оружию» I степени (ЧССР, 20.03.1970);
- Медаль «30 лет освобождения Чехословакии Советской Армией» (ЧССР, 29.08.1974);
- Медаль «40 лет освобождения Чехословакии Советской Армией» (ЧССР, 11.03.1985);
- Медаль «20-я годовщина Революционных Вооружённых сил Кубы» (Куба, 1976);
- Медаль «30-я годовщина Революционных Вооружённых сил Кубы» (Куба, 24.11.1986);
- Медаль «30 лет Победы над милитаристской Японией» (Монголия, 08.01.1976).

## Отзывы и воспоминания
Вся Ваша жизнь посвящена службе Родине. В суровых испытаниях Великой Отечественной Вы проявили подлинное мужество и героизм, получили бесценный боевой опыт. Оборона Москвы и Курская битва, форсирование Днепра и взятие Берлина стали значимыми этапами Вашей славной фронтовой биографии. Ваш талант военачальника ярко раскрылся в послевоенные годы, послужил укреплению боеспособности наших Вооружённых Сил, формированию нового поколения защитников Отечества.
— Из поздравления Президента РФ Д. А. Медведева в связи с 85-летием.

«Может быть, сама природа поставила его в армейский строй, подарив высокий рост, саженные плечи, наделив богатырской силой и железной волей… Целеустремлённость, умение организовывать и повести за собой людей — вот черты этого характера. В своих решениях полковник Зайцев был непреклонен, в требовательности к себе и подчинённым, не знал никаких послаблений. Вместе с тем, ни в кабинете на совещаниях в узком кругу руководящих офицеров, ни на полигоне в минуты каких-то неполадок и нервозности никто не слышал от него грубого слова».
— Герой Советского Союза генерал армии И. М. Третьяк, «Храбрые сердца однополчан».

«Михаил Митрофанович был очень эрудированным в области оперативного искусства, блестяще знал технику и вооружение… В его лице я впервые увидел общевойскового командира, который хорошо знал не только устройство танка, артиллерийского орудия, но даже и самолёта. Он везде вникал в тонкости дела и часто вносил предложения по модернизации этого вида вооружения…».
— Маршал артиллерии В. М. Михалкин.

«Помню, был случай на учениях: он говорил одно, я — другое, он настаивает, я продолжаю доказывать своё: а потом он будто отрезал: нет! Будет вот так! Я ему: не делайте так, это будет ошибкой. Он промолчал в раздумье и… не сделал — а потом меня поблагодарил за то, что я отговорил его от опрометчивого решения. Он умел признавать ошибки. Он умел слушать других. И вообще с уважением относился к людям, причём и к младшим по званию… Я благодарен судьбе за то, что мне посчастливилось служить с Михаилом Митрофановичем не только в Белорусском военном округе, но и в целом в Вооружённых Силах».
— Маршал артиллерии В. М. Михалкин.

«Безусловно, большую роль Михаил Митрофанович Зайцев сыграл в становлении армейской авиации как рода войск… Он один из немногих командующих войсками округов, который везде, в том числе и на коллегии Минобороны, подчёркивал её важную роль… Занимаясь в Германии подготовкой войск для Афганистана, „полигонный генерал“ (как его называли в войсках) Зайцев акцентировал внимание на тесном взаимодействии армейской авиации с пехотой. Вертолёт, считал он, — это оружие командарма, комдива, но в первую очередь — это оружие командиров батальонов и полков, которые находятся на поле боя… Во всех дивизиях ГСВГ была внедрена практика применения авиационных машин наведения, уточнявших цели для армейской авиации…».
— Герой Советского Союза генерал-полковник авиации В. Е. Павлов.

«Зайцев был награждён звездой Героя Советского Союза Устиновым. Поводом послужило шестьдесят лет безупречной службы. Эта Звезда сверкала на камуфлированной форме во время всех боевых действий. И вскоре стало понятно, что Зайцев прилетел в Афганистан заработать ещё одну Звезду. И ему было наплевать подготовлены ли боевые действия или нет, какие потери. Он ни разу не поинтересовался, как прошёл бой, сколько погибло, сколько ранено, люди его не интересовали. Удивительно, но кто-то порекомендовал его Горбачёву как генерала, способного за короткое время изменить ситуацию в Афганистане к лучшему».
— Генерал армии И. Н. Родионов.

Листаю страницы книги «Военная элита России». Герой Советского Союза, генерал армии, командующий войсками Белорусского военного округа (1976—1980), главнокомандующий Группой советских войск в Германии (1980—1985), главнокомандующий войсками Южного направления (1985—1988). Награждён двумя орденами Ленина, двумя орденами Красного Знамени, двумя орденами Отечественной войны I степени, двумя орденами Отечественной войны II степени, двумя орденами Красной Звезды, орденом Октябрьской Революции, медалями «За отвагу», «За оборону Москвы», «За взятие Берлина», «За освобождение Праги», орденами ГДР «Орден Шарнхорста» и «За заслуги перед Отечеством» I степени (в золоте), многочисленными советскими и зарубежными медалями…
Действуя в составе рейдового отряда танковой армии, Зайцев имел задачу восстановить связь с оторвавшимся от главных сил гвардейским танковым батальоном, а для этого — найти его и вернуть на доступное удаление. Боевой приказ был выполнен, но перед самым выходом батальона из боя вражеская автоматная пуля прошила левое плечо находившегося на броне офицера. Но Зайцев не покинул батальон, пока не вывел его в назначенное место. Раненого гвардии капитана посетил в госпитале командующий 3-й гвардейской танковой армией гвардии генерал-лейтенант Рыбалко. «Вот я с тобой и познакомился — сказал при той встрече командарм. — Тебе, парень, долго-долго ещё воевать. Всяко бывает — представление на Героя может где-то застрять… А потому своей властью вручаю тебе орден Красного Знамени…». Справедливость восторжествовала спустя 40 лет. Звание Героя Советского Союза главнокомандующему Группой советских войск в Германии М. М. Зайцеву было присвоено в 1983 году с такой формулировкой в Указе: «За большой вклад в дело повышения боевой готовности войск, умелое руководство частями и соединениями, личное мужество и отвагу, проявленные в борьбе с немецко-фашистскими захватчиками в годы Великой Отечественной войны и в связи с шестидесятилетием со дня рождения».
— «По фронтовым лекалам», Б. Саводян, «Красная Звезда».

Когда же из Афганистана начали поступать крайне тревожные сообщения о беспомощности вооружения БМП-1 в условиях горной местности, генерал Зайцев обратился на самый верх, в ЦК КПСС, и добился незамедлительного решения вопроса о развёртывании массового производства БМП-2 и отправке их в Афганистан. Пушки этих боевых машин с углом возвышения в 74 градуса к горизонту были в горах просто незаменимы. Они позволяли стрелять по горам из ущелий, где проходили дороги. Высокий темп стрельбы чуть ли не в зенит и множество осколков, в том числе от камней, создавали мощное поражающее действие. Мне как участнику событий в Афганистане известно, что моджахеды очень боялись этой машины.
— .

«Михаил Митрофанович — фронтовик, и в 1980-х годах, спустя 40 с лишним лет после Великой Отечественной, отправился в Афганистан и там не просто руководил аппаратом и принимал доклады, а облетал все гарнизоны. А ведь охраны там нет… Главным профессиональным качеством Михаила Митрофановича была целеустремленность. Он постоянно был в поиске. Он был очень требовательным, но я не помню ни одного случая грубости с его стороны. Он всегда поощрял инициативных командиров… Во время моей службы в ГСВГ главком Зайцев пользовался непререкаемым авторитетом».
— Генерал-полковник авиации В. Е. Павлов.

«…в июле 1985 г. советские силы в Афганистане возглавил генерал Михаил Митрофанович Зайцев. Как главком ГСВГ, Зайцев был известен тем, что полностью реформировал там подготовку войск. Он делал основной упор на личную инициативу, побуждая младших офицеров принимать самостоятельные решения. Инструкторы моджахедов соответственно изменили программу подготовки, чтобы соответствовать советской тактике».
— «Неправедные войны: Афганистан, Америка и международный терроризм» Джон К. Кули.

«Горбачёв назначил сильного полевого командира — генерала Зайцева командующим советскими силами в Афганистане… Зайцев немедленно изменил тактику советских военных операций от массированных механизированных наступлений в сторону контртеррористических операций с использованием децентрализованных операций спецназа во взаимодействии с афганским спецназом. Это делало ставку на точные данные разведки, внезапность, мобильность и ночной манёвр. Моджахеды были зажаты в дальних лагерях и не могли терроризировать местное население…».
— David A. Adams, U.S. Navy, Kevin Norton, U.S. Marine Corps, Christopher Schmitt, U.S. Army, and Jeffrson E. Turner, U.S. Air Force. «Follow the Bear», US NAVAL Institute, «Proceedings Magazine», February 2010, Vol. 136/2/1,284.

«…И вот, однажды ночью, — вспоминал Захаров, — звонок из Москвы. По телефону передают распоряжение правительства о срочном освоении серийного производства БМП-2. Через две недели первая партия машин должна быть отправлена в Афганистан. Как потом узнал, это мой давний знакомый, генерал Михаил Митрофанович Зайцев, находясь в Афганистане, позвонил в ЦК, разъяснил, что в местных условиях новая машина Курганмашзавода просто незаменима. Дело в том, что войскам часто приходилось действовать в горах, ущельях, а пушка БМП-2 способна стрелять чуть ли не в зенит — под углом 70 градусов к горизонту… Тут же после звонка поехал на завод. К утру издал приказ — производство переводилось на режим военного времени. В апреле отгрузили первые 25 машин…».
— Бронетанковая техника в Афганистане (1979—1989), Заец А. Р., преподаватель Академии МЧС.

Зайцева я видел один раз (конец 1985г — начало 1986 г.), служил в Урюпинске, и он как Главком Южного направления приезжал к нам. Правда, проверки особой не было (на солдатах никак не отразилось), но всем запомнилось его выступление в клубе. Неизгладимое впечатление произвела внешность генерала — высокого роста (наверное 1.90, а то и под 2 м. Наш комдив п-к Яковенко сам роста немалого и фигурой не слабый, тускнел на его фоне), атлетическое сложение, мощная грудь (танцевать на ней можно. Во всяком случае мне не встречался больше в жизни человек с более широкой и мощной грудью), речь развитая. Запомнилось, что говорил он про военный период — войну начал солдатом, а закончил комбатом. Без преувеличения можно сказать, что его личность подняла моральный дух дивизии (хоть и кадрированной) и это воздействие было обусловлено в первую очередь физической мощью и яркой речью Главкома. Единственный минус — во время выступления у него сквозило самолюбование. — О. А. Шаповалов, разведрота, полк «Б».

## В кино
Главный военный консультант в фильме «Долгие вёрсты войны».

## Сочинения
Зайцев М. М. «На страже Отчизны». Минск, Беларусь 1978 г.